# Borsfleth
Borsfleth er en by og kommune i det nordlige Tyskland, beliggende i Amt Horst-Herzhorn under Kreis Steinburg. Kreis Steinburg ligger i den sydvestlige del af delstaten Slesvig-Holsten.

## Geografi
Borsfleth ligger omkring fem kilometer nord for Glückstadt ved floden Störs udløb i Elben. Vandløbene Kremper Au og Große Wettern løber også gennem kommunens område. Bundesstraße B431 krydser Stör ved tidevandsreguleringen Störsperrwerk.